# San Lucas en Vía Prenestina (título cardenalicio)
San Lucas en Vía Prenestina es un título cardenalicio de la Iglesia católica. Fue instituido por el papa Pablo VI en 1969.

## Titulares
- Antonio Poma (30 de abril de 1969 - 4 de septiembre de 1985)
- José Freire Falcão (28 de junio de 1988 - 26 de septiembre de 2021)
- Luis José Rueda Aparicio (Desde el 30 de septiembre de 2023)